# パンアメリカン航空812便墜落事故
パンアメリカン航空812便墜落事故（英: Pan Am Flight 812）は、1974年4月22日にインドネシアで発生した航空事故である。

## 事故の概要
パンアメリカン航空812便はパンアメリカン航空のボーイング707-321B（機体記号:N446PA、Clipper Climax）によって運行されていたインドネシア・バリ島のデンパサールを経由する香港発オーストラリア・シドニー行きの定期国際便であった。1974年4月22日、パンアメリカン航空812便は香港を出発してから4時間20分後、デンパサールの滑走路09への着陸進入の準備中に起伏の多い山岳地帯に墜落した。事故現場はングラ・ライ国際空港から約42.5海里 (78.7km) 北西の場所にあった。搭乗していた乗客96人、乗員11人全員が死亡した

## 原因
残骸の位置や事故現場を調査したところ、事故発生より前には機体に構造破壊は発生していなかったことが判明した。最もありうる事故原因は、二つある無線方向探知機の一方はまだ指針が振れていないにもかかわらず、もう一方の指示のみをもとに乗務員が時期尚早に方位263度のアウトバウンドトラックへ乗るために右旋回をしたためであると決定された。

## 国籍別の搭乗者
| 国籍           | 乗客 (人) | 乗務員 (人) | 総計 (人) |
| -------------- | --------- | ----------- | --------- |
| アメリカ合衆国 | 17        | 9           | 26        |
| スウェーデン   | 0         | 1           | 1         |
| デンマーク     | 0         | 1           | 1         |
| 日本           | 29        | 0           | 29        |
| フランス       | 18        | 0           | 18        |
| オーストラリア | 16        | 0           | 16        |
| 西ドイツ       | 4         | 0           | 4         |
| カナダ         | 3         | 0           | 3         |
| インド         | 不明      | 0           | 不明      |
| フィリピン     | 不明      | 0           | 不明      |
| 中華民国       | 不明      | 0           | 不明      |
| 総計 (人)      | 96        | 11          | 107       |